# 玉真公主
玉真公主（ぎょくしんこうしゅ）は、唐の睿宗の娘で、玄宗の同母妹。字は玄玄、号は持盈。別号は九仙媛。若くして出家し、道士となった。

## 経歴
睿宗と竇徳妃の娘として、天授2年（691年）に生まれた。同母兄に後の玄宗となる李隆基、同母姉に金仙公主がいる。はじめは、隆昌県主に封じられたが、後に玉真公主に封じられた。景雲2年（711年）、金仙公主とともに出家し、道士の史崇玄の弟子となり、同じく道士となり、玉真女冠観が長安の輔興坊に建立された。先天元年（712年）、出家の儀式を行う。この時、道士最高位の上清玄都大洞三景師を授けられる。開元元年（713年）、史崇玄の背景にいた叔母の太平公主が政変で自殺し、史崇玄が誅されたため、この後は玄宗のもとに道教を指導した司馬承禎らの弟子となる。玄宗の命で、王屋山に隠棲した司馬承禎のもとに赴き、道教の儀式を行うこともあった。
開元17年（729年）、宇文融の失脚に関わる。開元22年（734年）頃に張果との婚姻話が玄宗によって持ちかけられたが、張果は断っている。また、道教の経典や儀礼関わる事業にも携わり、女性道士の統括を行った。天宝元年（742年）、道士の元丹丘とともに、詩人の李白と会見した。李白を推挙したため、李白は翰林供奉に就任している。天宝2年（743年）、玄宗の命で、譙郡に赴き、老子の廟を建てている。往路で名山である華山に寄り、帰路に嵩山にある太室山・王屋山に詣で、太室山で焦静真、王屋山で胡先生という高名な道士に会い、道教の儀式を行っている。この時に、玉真万華真人という称号を得て、日照りに雨を降らしたと伝えられる。玄宗が官僚とともに、彼女の山荘を訪れることが度々あった。
天宝3載（744年）、公主の号を去り、封地を返上することを求める。玄宗は1度目は許さなかった。しかし、重ねて「私は高宗の孫、睿宗の娘、陛下の同母妹です。天下の人は賤しいものとはしないのに、これ以上、公主の号がいりましょうか? 封地があって、はじめて貴いものと言えるのですか? 私の封地を国にいれることができれば、寿命を10年延ばせるのです」と述べたため、玄宗は彼女の意図を悟り、許可した。
天宝14載（755年）、安史の乱が勃発した後、蜀州の青城山に逃れ、修行をする。
玄宗が安史の乱後に、長安に帰還した後も宮中に出入りし、その左右に侍した。ともに侍した高力士らが流された後も、ただ一人侍し続けた。玄宗の死後も生き、宝応元年（762年）に死去した。墓は青城山につくられた。

## 金仙公主
永昌元年（689年）に生まれた。玉真公主の同母姉。はじめは、西城県主に封じられたが、景雲元年（710年）に金仙公主に封じられた。景雲2年（711年）、道士の史崇玄の弟子として道士となり、金仙女冠観が長安の輔興坊に建立された。華山にも道観を持っていたと伝えられる。開元20年（732年）5月10日、洛陽にて死去する。

## 伝記資料
- 『旧唐書』
- 『新唐書』
- 『資治通鑑』